# Brigata Piron
La Brigata Piron, ufficialmente Brigata Belga Indipendente, fu un'unità militare belga e lussemburghese aggregata nell'esercito del Belgio libero durante la seconda guerra mondiale, prese il nome dal suo comandante Jean-Baptiste Piron. Fu in azione in Europa occidentale, prese parte nella battaglia di Normandia, nella liberazione del Belgio e nei combattimenti nei Paesi Bassi nel 1944-1945.

## Formazione
La Brigata Piron fu formata nel 1940 grazie alle centinaia di soldati belgi fuggiti in Gran Bretagna. Il nuovo comando dell'esercito belga, sotto il tenente Victor van Strydonck de Burkel, fu formato a Tenby il 25 maggio 1940, tre giorni prima della capitolazione belga. Van Strydonck de Burkel divenne comandante delle forze belghe in Gran Bretagna nel giugno 1940 e nello stesso mese il ministro belga Jaspar invitò tutti i belgi a recarsi in Gran Bretagna per continuare a combattere.
Alla fine di luglio 1940, le forze belghe in esilio contarono 462 uomini: l'arrivo dei molti belgi permise la creazione di diverse unità militari, addestrate in Gran Bretagna e in Canada. Nel 1942 Jean-Baptiste Piron arrivò in Scozia dove si unì allo stato maggiore dell'esercito, con la responsabilità di migliorare l'addestramento delle truppe.
Le forze belghe in Gran Bretagna furono ufficialmente messe a disposizione degli Alleati il 4 giugno 1942. Entro la fine dell'anno l'esercito fu ristrutturato, con la creazione della 1ª Brigata belga, al comando proprio del maggiore Piron, composta da unità miste di fanteria, artiglieria e ricognizione. L'addestramento delle truppe continuò fino al 1943 e le esercitazioni di sbarco furono condotte all'inizio del 1944. Una unità lussemburghese fu assegnata alla Brigata Piron a marzo, formando una truppa di artiglieria. In totale circa 116 lussemburghesi prestarono servizio nell'unità. Poiché i belgi arrivarono da tutto il mondo, nel 1944 nella Brigata si parlarono complessivamente trentatré diverse lingue.

## Operazioni

### Invasione della Normandia

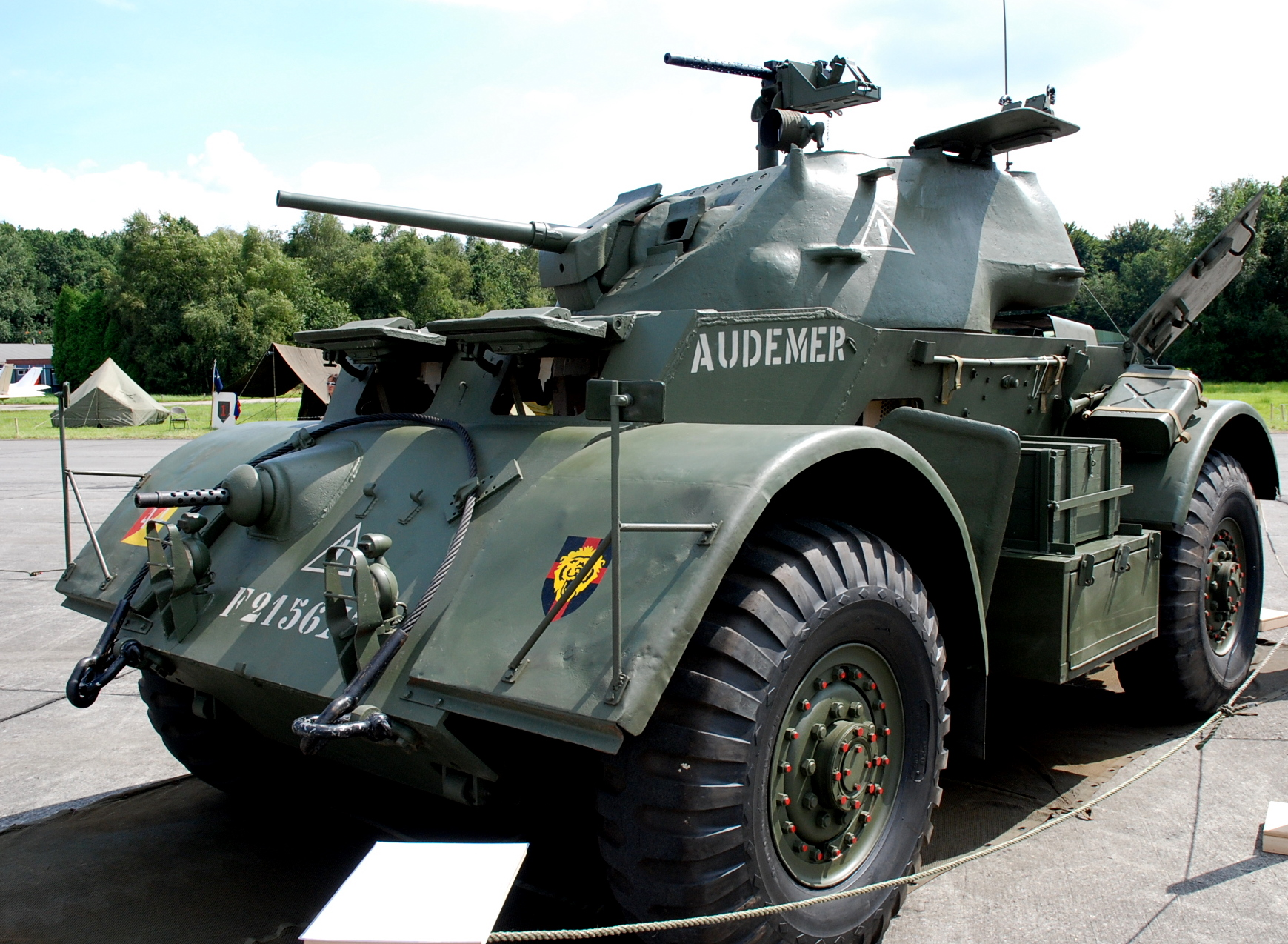
Un'auto blindata T17 Staghound con i segni della Brigata Piron

Lo sbarco in Normandia avvenne il 6 giugno 1944 senza la Brigata Piron, con grande disappunto dei suoi 2.200 uomini, gli inglesi infatti preferirono riservarli alla liberazione del Belgio: questa politica fu applicata a tutti i contingenti militari nazionali numericamente più piccoli. Piron fece pressioni sul governo belga in esilio, chiedendo al governo britannico di inviare le truppe belghe al fronte.
Il 29 luglio 1944, la Brigata ricevette l'ordine di essere pronta a muoversi. Le sue prime unità arrivarono in Normandia il 30 luglio e il corpo principale arrivò ad Arromanches e Courseulles l'8 agosto, prima della fine della battaglia di Normandia. La Brigata operò sotto il comando della 6ª divisione aviotrasportata britannica del generale Gale, accorpata alla prima armata canadese. I belgi entrarono in servizio attivo il 9 agosto. La brigata belga partecipò all'operazione Paddle, sgomberando la costa della Manica dal 17 agosto con le truppe britanniche e olandesi (Prinses Irene Brigade) della 6ª divisione aviotrasportata.
I veicoli corazzati della Brigata furono distaccati per assistere le unità britanniche: Merville-Franceville-Plage fu liberata la sera; Varaville il 20 agosto; Dives-sur-Mer e Cabourg furono liberate la mattina del 21 agosto; Houlgate nel pomeriggio; la brigata prese Villers-sur-Mer e Deauville il 22 agosto, Trouville-sur-Mer e Honfleur, sulla foce della Senna, il 24 agosto. Il ponte che collegò i comuni di Deauville e Trouville-sur-Mer fu ribattezzato "Pont des Belges" in memoria della brigata che liberò i comuni.
I veicoli corazzati belgi si riunirono al resto della brigata il 26 agosto a Foulbec. Il 28 agosto 1944, la brigata fu posta sotto il comando della 49ª divisione di fanteria britannica per bonificare l'estuario della Senna e aiutare nell'assedio di Le Havre. Il 29 agosto, la brigata attraversò la Senna per sostenere l'operazione Astonia. All'ultimo momento la brigata fu ritirata dal fronte e trasferita alla Seconda Armata per le operazioni in Belgio. Gli sforzi della Brigata Piron in Normandia sono commemorati da memoriali, strade a loro intitolate e tombe di guerra.

### Belgio e Paesi Bassi

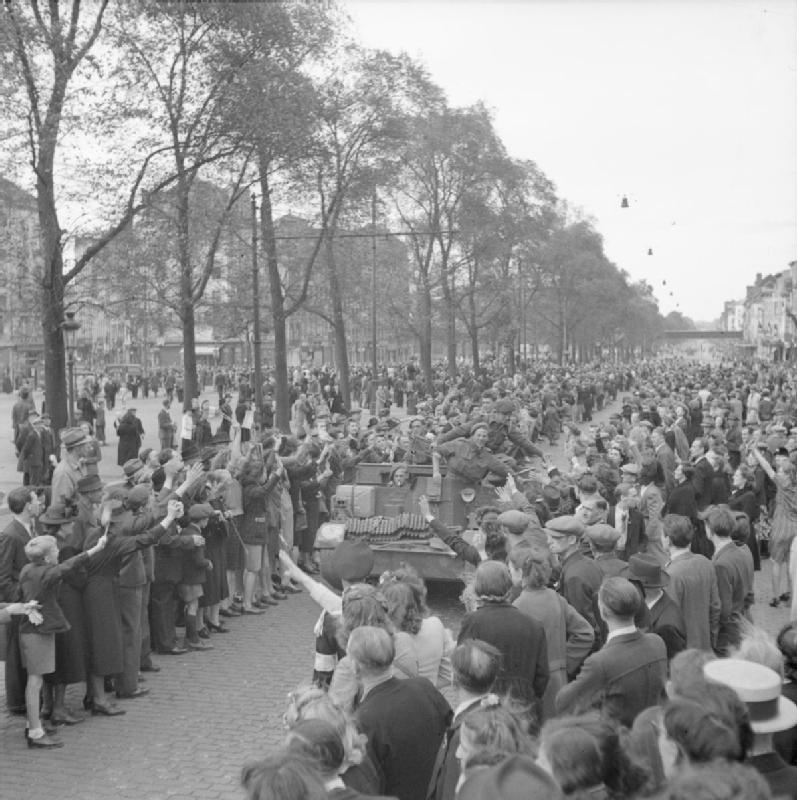
Un Universal Carrier della Brigata Piron acclamato dai civili durante la liberazione di Bruxelles nel 1944.

Il 2 settembre, la brigata belga e la Prinses Irene Brigade olandese furono trasferite alla Seconda Armata e ricevettero l'ordine di spostarsi il più rapidamente possibile al confine con il Belgio. Gli inglesi erano già in Belgio e avrebbero dovuto entrare a Bruxelles il giorno successivo, questo trasferimento avrebbe consentito alle brigate belga e olandese di operare nelle loro terre d'origine. La brigata arrivò al confine franco-belga il 3 settembre, dopo un viaggio notturno, e il giorno successivo proseguì per Rongy a Bruxelles, al seguito degli inglesi.
All'inizio di settembre la brigata fece da guida per i soldati britannici, tentando di aiutare i combattenti della Resistenza e prendendo parte allo sminamento degli aeroporti di Evere e Melsbroek. La brigata entrò nel nord del Belgio il 3 settembre 1944. L'11 settembre 1944, la brigata partecipò a una battaglia sulla testa di ponte del Canale Albert e aiutò a catturare Leopoldsburg liberando 900 prigionieri politici.
Durante l'operazione Market Garden la brigata fu assegnata a guardia del fianco destro del 30º corpo d'armata britannico. Il 25 settembre 1944 la brigata raggiunse il canale del Wessem con i combattimenti che raggiunsero il culmine l'11 novembre 1944. Sei giorni dopo la brigata fu ritirata e riorganizzata per la prima volta in una vera e propria brigata a Lovanio.
Durante la loro avanzata attraverso il Belgio, le truppe belghe a volte furono scambiate per franco-canadesi, poiché la popolazione locale non si aspettava che i loro liberatori fossero i compagni belgi. La brigata Piron liberò altre città e paesi belgi prima di raggiungere il confine con i Paesi Bassi il 22 settembre. La sua campagna nei Paesi Bassi durò fino al 17 novembre, quando fu sollevata dal fronte e trasferita in riserva a Lovanio. Nella piccola città di confine olandese di Thorn, un ponte è stato chiamato in onore della sua liberazione il 25 settembre 1944.
La brigata Piron tornò nei Paesi Bassi tra l'11 aprile 1945 e il giugno 1945. L'ultima vittima della brigata ci fu il 27 aprile 1945. Il giorno successivo, la brigata fu nuovamente lanciata in battaglia intorno a Nimega. In quel giorno fu firmato anche un armistizio nei Paesi Bassi. La brigata entrò in Germania a maggio prima di essere sciolta a dicembre. La sua tradizione fu comunque preservata nel battaglione Bevrijding del 5º Reggimento.

### Occupazione della Germania
La brigata Piron controllò parte della zona di occupazione britannica fino al 15 dicembre 1945.

## Dopoguerra
La brigata Piron costituì la base del nuovo esercito belga: nella riorganizzazione del 17 novembre 1945, l'artiglieria e le unità corazzate della Brigata furono riorganizzate per formare i reggimenti specializzati e gli ingegneri si unirono al nuovo battaglione. La fanteria rimanente, rinforzata dai volontari, divenne la Prima Brigata Liberazione, dislocata presso la caserma di Leopoldsburg.

## Ordine di battaglia
Nell'agosto 1944, la 1ª Brigata belga fu composta da:
- personale belga;
- personale di collegamento britannico;
- 1a, 2ª e 3ª compagnia motorizzata, ciascuna con plotoni di fucili rinforzati da mortai, mitragliatrici, plotoni anticarro e antiaerei.
- squadrone di auto blindate, 4 squadroni equipaggiati con un misto di auto blindate Daimler, auto blindate Staghound (alcune armate con armi antiaeree) e auto da ricognizione Daimler "Dingo", uno squadrone di rifornimento e recupero;
- batteria di artiglieria, 12 obici da 25 libbre, organizzati in 3 truppe, una delle quali lussemburghese;
- ingegneri;
- compagnia di trasporti;
- distacco di riparazione;
- unità medica.